# Riksdag des États
Le Riksdag des États (formellement : Riksens ständer ; informellement : ståndsriksdagen) est le nom utilisé pour les États de Suède lorsqu'ils étaient assemblés. Jusqu'à sa dissolution en 1866, cette institution est la plus haute autorité de Suède après le roi. Il s'agit d'une Diète composée des quatre grandes classes de la société suédoise : noblesse, clergé, bourgeoisie et paysannerie.

## Assemblées importantes
La réunion d'Arboga en 1435 est généralement considérée comme le premier Riksdag des États, mais rien n'indique que le quatrième pouvoir, les agriculteurs, y ait été représenté. 
- La première rencontre des quatre États est probablement celle qui a eu lieu à Uppsala en 1436 après la mort du chef rebelle Engelbrekt Engelbrektsson.
- Lors du Riksdag de 1517, le régent Sten Sture le Jeune et le Conseil privé déposent l'archevêque d'Uppsala Gustave Trolle.
- À Västerås, en 1527, le luthéranisme est adopté comme nouvelle religion d'État à la place du catholicisme romain.
- À Arboga, en 1561, le terme Riksdag est utilisé pour la première fois.
- À Söderköping en 1595, le duc Charles est élu régent de Suède à la place du roi Sigismond, qui est catholique et roi à la fois de Suède et de Pologne.
- En 1612, le Riksdag donne à la noblesse le privilège et le droit d'occuper tous les postes supérieurs du gouvernement, après un lobbying réussi d'Axel Oxenstierna. En échange, la noblesse promet de soutenir loyalement le roi Gustave II Adolphe.
- Le premier conflit ouvert entre les différents États a lieu en 1650.
- Lors du Riksdag de 1680, une restitution à la Couronne de terres précédemment accordées à la noblesse est promulguée et la Suède devient une monarchie absolue.
- En 1719, le Riksdag élit Ulrique-Éléonore comme héritière à la place du fils de sa sœur aînée, et Ulrika Eleonora accepte une nouvelle constitution qui restaure les pouvoirs du Riksdag.
- En 1771-1772, Gustave III, après sa Révolution de 1772, introduit un nouvel instrument de gouvernement.
- En 1789, le Riksdag accepte un ajout à la constitution de 1772. L'Acte d'Union et de Sécurité, abolit la plupart des privilèges nobles et les roturiers, quel que soit leur rang, peuvent désormais occuper pratiquement n'importe quel poste en Suède.
- En 1809, le Riksdag élit Charles XIII comme roi après la déposition de son neveu Gustave IV Adolphe et après que le nouveau roi a accepté une nouvelle constitution qui met fin à la deuxième autocratie suédoise (1789-1809).
- Lors des sessions de 1634, 1719, 1720, 1772 et 1809, de nouvelles constitutions sont adoptées.

## Suppression du Riksdag des États
La Constitution de 1809 divise les pouvoirs du gouvernement entre le monarque et le Riksdag des États, et après 1866 entre le monarque et le nouveau Riksdag. En 1866, tous les États votent en faveur de la dissolution et, en même temps, de la constitution d'une nouvelle assemblée, le Riksdag. Les quatre anciens états sont abolis. La Chambre de la noblesse (suédoise : Riddarhuset) reste une représentation quasi-officielle de la noblesse suédoise. Le Parti du centre actuel, issu du mouvement des agriculteurs suédois, peut être considéré comme une représentation moderne de l'État des agriculteurs. 

## Riksdag en Finlande
Après la guerre de Finlande en 1809, la Suède cède ses provinces les plus orientales à l'Empire russe. Comprenant une grande partie de l'actuelle Finlande, celles-ci deviennent un grand-duché sous l'autorité de l'Empereur, mais les institutions politiques restent pratiquement intactes. Les états finlandais se réunissent en 1809 à Porvoo pour confirmer le changement de leur allégeance. Cette Diète de Finlande reprend le fonctionnement du Riksdag des États et est l'organe législatif de la nouvelle région autonome. Cependant, sous les règnes d'Alexandre Ier et de Nicolas Ier, elle n'est pas assemblée et aucune nouvelle législation n'est promulguée. La diète a ensuite été assemblée par le tsar Alexandre II en 1863, en raison de la nécessité de moderniser les lois. Ensuite, la Diète s'est réunie régulièrement jusqu'en 1905, date à laquelle elle a adopté une loi formant un nouveau parlement monocaméral. Cette assemblée est depuis lors l'organe législatif de la Finlande. La Maison de la Noblesse finlandaise (finnois : Ritarihuone ; suédois : Riddarhuset) perpétue la tradition du Domaine de la Noblesse, mais aucune nouvelle famille n'a été anoblie depuis 1906. 